# Dobro Polje (gmina Ilirska Bistrica)
Dobro Polje – wieś w Słowenii, w gminie Ilirska Bistrica. W 2018 roku liczyła 77 mieszkańców.